# Freyung-Grafenau
Freyung-Grafenau é um distrito da Alemanha, na região administrativa de Niederbayern, estado de Baviera.

## Cidades e Municípios
- Cidades:

1. Freyung
2. Grafenau
3. Waldkirchen

- Municípios:

1. Eppenschlag
2. Fürsteneck
3. Grainet
4. Haidmühle
5. Hinterschmiding
6. Hohenau
7. Innernzell
8. Jandelsbrunn
9. Mauth
10. Neureichenau
11. Neuschönau
12. Perlesreut
13. Philippsreut
14. Ringelai
15. Röhrnbach
16. Saldenburg
17. Sankt Oswald-Riedlhütte
18. Schöfweg
19. Schönberg
20. Spiegelau
21. Thurmansbang
22. Zenting